# Transrapid 05
Der Transrapid 05 ist ein von Krauss-Maffei, Messerschmitt-Bölkow-Blohm und Thyssen Henschel als Konsortium „Magnetbahn Transrapid“ gebautes Magnetschwebebahn-Fahrzeug aus dem Jahr 1979. Es ist der Nachfolger des Transrapid 04 und war das erste für den Personenverkehr zugelassene Transrapid-Fahrzeug.

## Geschichte

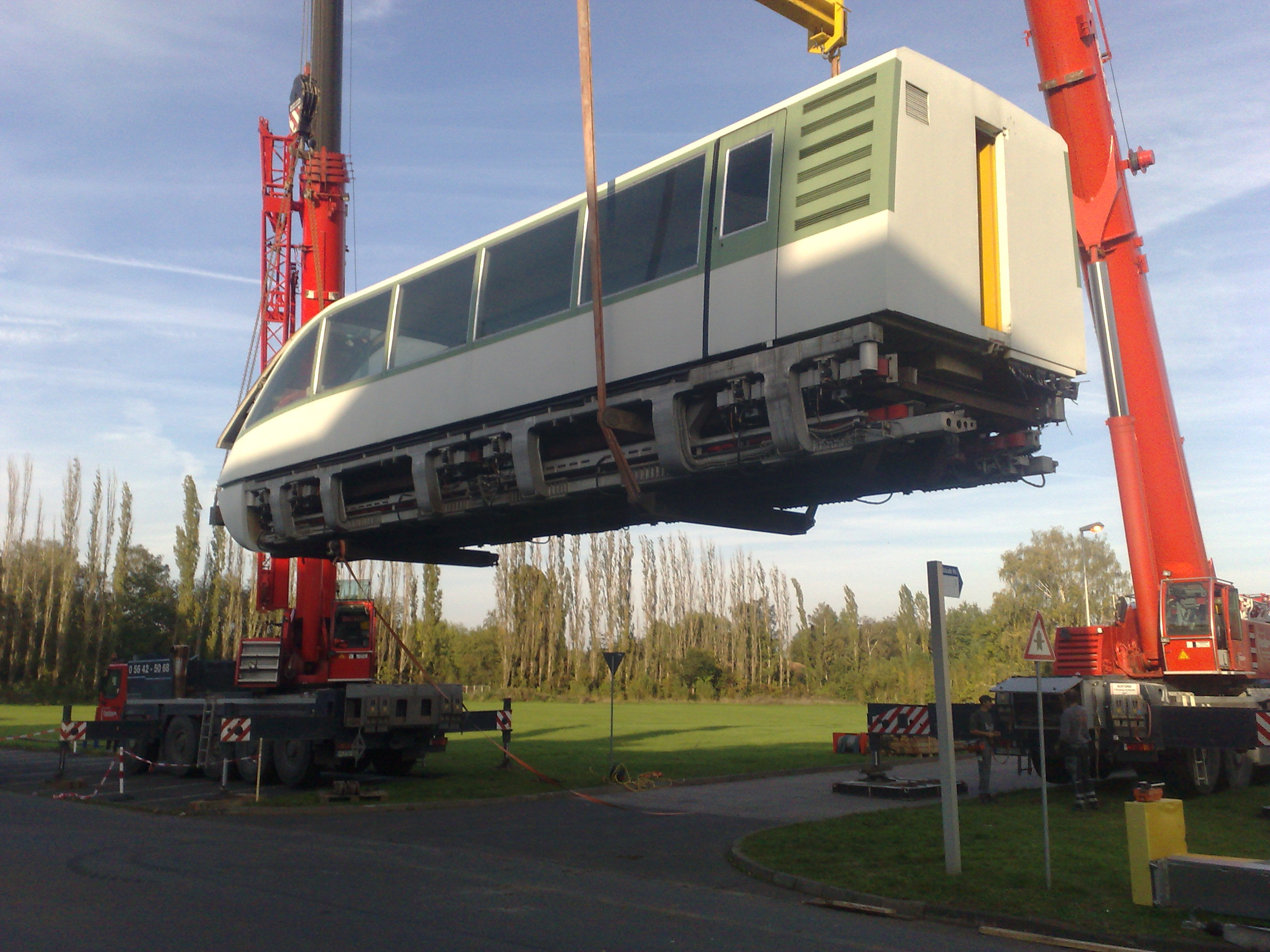
Transrapid 05 während des Abbaus der Strecke

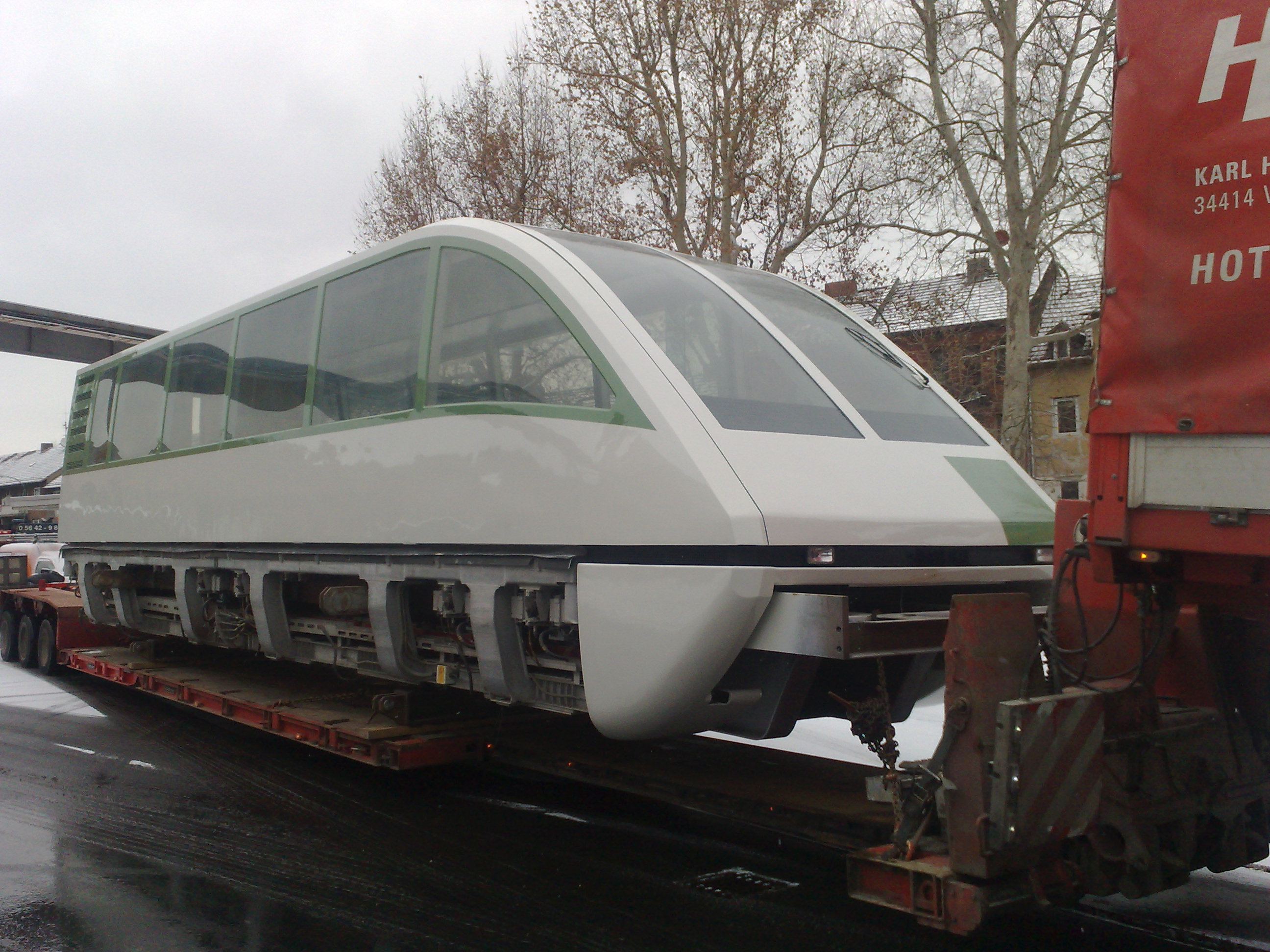
Transrapid 05 nach Restaurierung

Der Transrapid 05 wurde 1979 gebaut und im gleichen Jahr auf der Internationalen Verkehrsausstellung 1979 in Hamburg (8. Juni bis 1. Juli 1979) auf einer 908 m langen und 2,2 m breiten aufgeständerten Fahrbahn eingesetzt, um die Akzeptanz des Transrapids durch die Bevölkerung zu testen. Er pendelte täglich zwölf Stunden lang im Zehn-Minuten-Takt mit einer Höchstgeschwindigkeit von 75 km/h und beförderte während der gesamten Messezeit insgesamt 55.000 Personen.
Nach der Ausstellung wurde die Teststrecke samt Bahnhöfen abgebaut und – auf 580 Meter verkürzt – auf dem Werksgelände von Thyssen Henschel (heute ThyssenKrupp Transrapid GmbH) wieder aufgebaut. Bis 1983, als die Transrapid-Versuchsanlage Emsland eingeweiht wurde, folgte ein Betrieb dort. Um dem Neubau einer Schiebebühne Platz zu machen, wurde 2005 die Strecke nochmals verkürzt und das Fahrzeug etwa 50 Meter vom Bahnhof entfernt abgestellt. Gleichzeitig wurde der Fahrzeugkasten neu angestrichen und die Fensterdichtungen mit UV-abweisender Folie überklebt. Danach war der dunkelgrüne Zierstreifen unterhalb der Führerfenster nicht mehr zu sehen.
Im Oktober 2010 wurde der Zug von den Resten der Strecke abgebaut und innen und außen restauriert. Seit November steht er im Technik-Museum Kassel, dem ehemaligen Henschel-Werk Kassel-Rothenditmold, auf einem etwa 30 m langen Streckenteilstück in der Haupthalle des Museums.

## Technik
Das Fahrzeug ist zweigliedrig, insgesamt 26 m lang und verfügt über 68 Sitzplätze. Es handelt sich um das erste Transrapid-System mit Langstator-Antrieb; hier sind die Antriebsspulen des Linearmotors in der Fahrbahn und nicht im Fahrzeug eingebaut. Die Energieversorgung erfolgte über eine seitliche Stromschiene, da bei der damaligen Betriebsgeschwindigkeit nicht genügend Strom durch den Langstator erzeugt werden konnte. Die Spurweite ist gegenüber seinem Nachfolger Transrapid 06 und kommenden Transrapid-Fahrzeugen kleiner, so dass dieser inkompatibel mit der Transrapid-Versuchsanlage Emsland (TVE) war.
Das Design des Zuges wurde von einem Team um Alexander Neumeister entwickelt.